# Eatonella nivea
Eatonella es un género de plantas con flores de la familia de las asteráceas. Incluye una sola especie: Eatonella nivea. Es originaria del oeste de Estados Unidos, en particular la Gran Cuenca, donde crece en suelos arenosos. 

## Descripción
Es una planta anual rastrera, que forma un grupo no más de cuatro centímetros de alto y no mucho más amplia. Tiene hojas de color verde oscuro pequeñas y cubiertas de una lana de color gris espesa. Lleva flores ordenadas y singulares que se asemejan a pequeñas margaritas de color amarillo pálido a menos de un centímetro de diámetro. A veces se seca con un color púrpura o magenta. Los frutos son aquenios de color negro brillante con franja blanca, cada uno de unos pocos milímetros de largo.

## Taxonomía
Eatonella nivea fue descrita por (D.C.Eaton) A.Gray y publicado en Proceedings of the American Academy of Arts and Sciences 19: 19. 1883.
Etimología
Eatonella: nombre genérico que fue otorgado en honor de Daniel Cady Eaton (1834 - 1895), botánico estadounidense.
Sinonimia
- Burrielia nivea D.C.Eaton	[4]